# Premi Oscar 1979
La 51ª edizione della cerimonia di premiazione dei Premi Oscar si è tenuta il 9 aprile 1979 a Los Angeles, al Dorothy Chandler Pavilion, condotta dal noto presentatore statunitense Johnny Carson.

## Vincitori e candidati
Vengono di seguito indicati in grassetto i vincitori. Ove ricorrente e disponibile, viene indicato il titolo in lingua italiana e quello in lingua originale tra parentesi.

### Miglior film
- Il cacciatore (The Deer Hunter), regia di Michael Cimino
- Il paradiso può attendere (Heaven Can Wait), regia di Warren Beatty e Buck Henry
- Tornando a casa (Coming Home), regia di Hal Ashby
- Fuga di mezzanotte (Midnight Express), regia di Alan Parker
- Una donna tutta sola (An Unmarried Woman), regia di Paul Mazursky

### Miglior regia
- Michael Cimino - Il cacciatore (The Deer Hunter)
- Hal Ashby - Tornando a casa (Coming Home)
- Warren Beatty e Buck Henry - Il paradiso può attendere (Heaven Can Wait)
- Woody Allen - Interiors
- Alan Parker - Fuga di mezzanotte (Midnight Express)

### Miglior attore protagonista
- Jon Voight - Tornando a casa (Coming Home)
- Warren Beatty - Il paradiso può attendere (Heaven Can Wait)
- Gary Busey - The Buddy Holly Story
- Robert De Niro - Il cacciatore (The Deer Hunter)
- Laurence Olivier - I ragazzi venuti dal Brasile (The Boys from Brazil)

### Migliore attrice protagonista
- Jane Fonda - Tornando a casa (Coming Home)
- Ingrid Bergman - Sinfonia d'autunno (Autumn Sonata)
- Ellen Burstyn - Lo stesso giorno, il prossimo anno (Same Time, Next Year)
- Jill Clayburgh - Una donna tutta sola (An Unmarried Woman)
- Geraldine Page - Interiors

### Miglior attore non protagonista
- Christopher Walken - Il cacciatore (The Deer Hunter)
- Bruce Dern - Tornando a casa (Coming Home)
- Richard Farnsworth - Arriva un cavaliere libero e selvaggio (Comes a Horseman)
- John Hurt - Fuga di mezzanotte (Midnight Express)
- Jack Warden - Il paradiso può attendere (Heaven Can Wait)

### Migliore attrice non protagonista
- Maggie Smith - California Suite
- Dyan Cannon - Il paradiso può attendere (Heaven Can Wait)
- Penelope Milford - Tornando a casa (Coming Home)
- Maureen Stapleton - Interiors
- Meryl Streep - Il cacciatore (The Deer Hunter)

### Miglior sceneggiatura non originale
- Oliver Stone - Fuga di mezzanotte (Midnight Express)
- Walter Newman- Una strada chiamata domani (Bloodbrothers)
- Neil Simon - California Suite
- Elaine May e Warren Beatty - Il paradiso può attendere (Heaven Can Wait)
- Bernard Slade - Lo stesso giorno, il prossimo anno (Same Time, Next Year)

### Miglior sceneggiatura originale
- Nancy Dowd, Waldo Salt e Robert C. Jones - Tornando a casa (Coming Home)
- Ingmar Bergman - Sinfonia d'autunno (Autumn Sonata)
- Michael Cimino, Deric Washburn, Louis Garfinkle e Quinn K. Redeker - Il cacciatore (The Deer Hunter)
- Woody Allen - Interiors
- Paul Mazursky - Una donna tutta sola (An Unmarried Woman)

### Miglior film straniero
- Preparate i fazzoletti (Préparez vos mouchoirs), regia di Bertrand Blier (Francia)
- L'alibi di cristallo (Die gläserne zelle), regia di Hans W. Geißendörfer (Repubblica Federale Tedesca)
- Ungheresi (Magyarok), regia di Zoltán Fábri (Ungheria)
- I nuovi mostri, regia di Mario Monicelli, Dino Risi e Ettore Scola (Italia)
- Bim bianco dall'orecchio nero (Belyj Bim - Čërnoe ucho), regia di Stanislav Rostockij (Unione Sovietica)

### Miglior fotografia
- Néstor Almendros - I giorni del cielo (Days of Heaven)
- Vilmos Zsigmond - Il cacciatore (The Deer Hunter)
- William A. Fraker - Il paradiso può attendere (Heaven Can Wait)
- Robert Surtees - Lo stesso giorno, il prossimo anno (Same Time, Next Year)
- Oswald Morris - I'm magic (The Wiz)

### Miglior scenografia
- Paul Sylbert, Edwin O'Donovan e George Gaines - Il paradiso può attendere (Heaven Can Wait)
- Albert Brenner e Marvin March - California Suite
- Dean Tavoularis, Angelo Graham, George R. Nelson e Bruce Kay - Pollice da scasso (The Brink's Job)
- Tony Walton, Philip Rosenberg, Edward Stewart e Robert Drumheller - I'm magic (The Wiz)
- Mel Bourne e Daniel Robert - Interiors

### Migliori costumi
- Anthony Powell - Assassinio sul Nilo (Death on the Nile)
- Renie Conley - Caravans
- Patricia Norris - I giorni del cielo (Days of Heaven)
- Paul Zastupnevich - Swarm (The Swarm)
- Tony Walton - I'm magic (The Wiz)

### Miglior montaggio
- Peter Zinner - Il cacciatore (The Deer Hunter)
- Robert E. Swink - I ragazzi venuti dal Brasile (The Boys from Brazil)
- Don Zimmerman - Tornando a casa (Coming Home)
- Gerry Hambling - Fuga di mezzanotte (Midnight Express)
- Stuart Baird - Superman

### Miglior sonoro
- Richard Portman, William McCaughey, Aaron Rochin e Darin Knight - Il cacciatore (The Deer Hunter)
- Tex Rudloff, Joel Fein, Curly Thirlwell e Willie Burton - The Buddy Holly Story
- John K. Wilkinson, Robert W. Glass Jr., John T. Reitz e Barry Thomas - I giorni del cielo (Days of Heaven)
- Robert Knudson, Robert J. Glass, Don MacDougall e Jack Solomon - Collo d'acciaio (Hooper)
- Gordon K. McCallum, Graham Hartstone, Nicolas Le Messurier e Roy Charman - Superman

### Migliore colonna sonora
- Adattamento

- Joe Renzetti - The Buddy Holly Story
- Jerry Wexler - Pretty Baby
- Quincy Jones - I'm magic (The Wiz)

- Originale

- Giorgio Moroder - Fuga di mezzanotte (Midnight Express)
- Jerry Goldsmith - I ragazzi venuti dal Brasile (The Boys from Brazil)
- Ennio Morricone - I giorni del cielo (Days of Heaven)
- Dave Grusin - Il paradiso può attendere (Heaven Can Wait)
- John Williams - Superman

### Miglior canzone
- Last Dance, musica e testo di Paul Jabara - Grazie a Dio è venerdì (Thank God It's Friday)
- Hopelessly Devoted to You, musica e testo di John Farrar - Grease - Brillantina (Grease)
- The Last Time I Felt Like This, musica di Marvin Hamlisch, testo di Alan Bergman e Marilyn Bergman - Lo stesso giorno, il prossimo anno (Same Time, Next Year)
- Ready to Take a Chance Again, musica di Charles Fox, testo di Norman Gimbel - Gioco sleale (Foul Play)
- When You're Loved, musica e testo di Richard M. Sherman e Robert B. Sherman - La più bella avventura di Lassie (The Magic of Lassie)

### Miglior documentario
- Scared Straight!, regia di Arnold Shapiro
- The Lovers' Wind (Le vent des amoureux), regia di Albert Lamorisse
- Mysterious Castles of Clay, regia di Alan Root
- Raoni, regia di Jean-Pierre Dutilleux e Luiz Carlos Saldanha
- With Babies and Banners: Story of the Women's Emergency Brigade, regia di Anne Bohlen

### Miglior cortometraggio
- Teenage Father, regia di Taylor Hackford
- A Different Approach, regia di Jim Belcher e Fern Field
- Mandy's Grandmother, regia di Andrew Sugerman
- Strange Fruit, regia di Seth Pinsker

### Miglior cortometraggio documentario
- The Flight of the Gossamer Condor, regia di Jacqueline Phillips Shedd e Ben Shedd
- The Divided Trail: A Native American Odyssey, regia di Jerry Aronson
- An Encounter with Faces, regia di Vidhu Vinod Chopra
- Goodnight Miss Ann, regia di August Cinquegrana
- Squires of San Quentin, regia di J. Gary Mitchell

### Miglior cortometraggio d'animazione
- Special Delivery, regia di Eunice Macaulay e John Weldon
- Oh My Darling, regia di Børge Ring
- Rip Van Winkle, regia di Will Vinton

## Premi speciali

### Premio Special Achievement
- Les Bowie, Colin Chilvers, Denys N. Coop, Roy Field, Derek Meddings e Zoran Perisic - Superman - effetti visivi

### Premio alla carriera
- Walter Lantz per aver portato gioia e risate in ogni parte del mondo attraverso i suoi film animati.
- Laurence Olivier per tutta la sua opera, per i traguardi unici della sua carriera ed il suo contributo nell'arco di tutta la vita all'arte cinematografica.
- Museum of Modern Art - Department of Film per il contributo che ha dato alla percezione pubblica del cinema come forma d'arte.
- King Vidor per i suoi incomparabili risultati come creatore ed innovatore cinematografico.

### Premio umanitario Jean Hersholt
- Leo Jaffe